# 小行星10426
小行星10426（10426 Charlierouse）是一颗绕太阳运转的小行星，为主小行星带小行星。该小行星于1999年1月16日发现。

## 轨道参数
小行星10426的轨道半长轴为2.6340169 UA，离心率为0.158。